# 姚振兴
姚振兴（1939年4月4日—），中国地球物理学家。出生于上海。1962年毕业于北京大学。1966年中国科学院地球物理研究所研究生毕业。1999年当选为中国科学院院士。中国科学院地质与地球物理研究所研究员。